# Луїс Альберто Спінетта
Луї́с Альбе́рто Спіне́тта (ісп. Luis Alberto Spinetta; 23 січня 1950, Буенос-Айрес — 8 лютого 2012, там само) — аргентинський співак, музикант, поет і композитор, один із найвпливовіших представників аргентинського року. Відомий також як El Flaco.

## Біографія

### Дитинство
Луїс Альберто Спінетта народився у буенос-айреському районі Бельграно 23 січня 1950 року. Його батько був співаком-аматором у жанрі танго. Луїс Альберто змалку захоплювався музикою й у віці 12 років взяв участь у національному співочому конкурсі, де був відібраний до фіналу. Водночас він почав навчатися гри на гітарі.
У середній школі Луїс Альберто познайомився з Еміліо дель Герсьйо, який став його хорошим другом й однодумцем. Разом вони заснували власний музичний гурт.

### Almendra

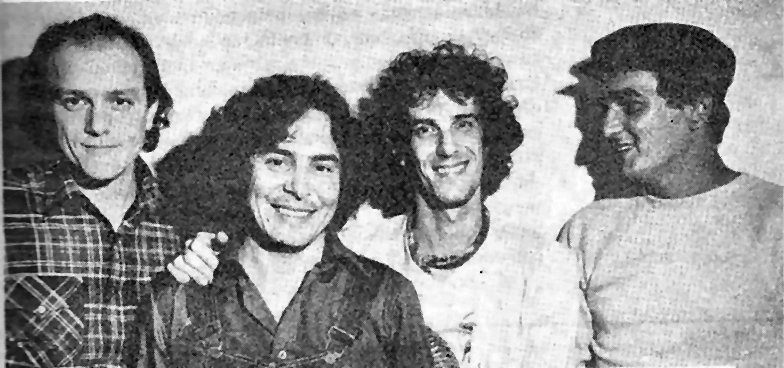
Гурт Almendra. Спінетта третій зліва

1967 року Луїс Альберто Спінетта разом з однокласниками Еміліо дель Герсьйо (бас-гітара і вокал), Едельміро Молінарі (гітара і вокал) і Родольфо Гарсія (ударні) заснували рок-гурт Almendra.
У грудні 1969 року вийшов перший альбом гурту під назвою Almendra, який мав великий успіх у публіки і зараз вважається одним із найкращих в історії аргентинського року.
Наприкінці 1970 року гурт розпався через внутрішні суперечки між учасниками, на прощання випустивши подвійний альбом Almendra II. На одному з останніх концертів зібралася аудиторія у 10 000 глядачів.
Після розпаду гурту музиканти розпочали свої власні проекти: Едельміро Молінарі заснував Color Humano, Едельміро дель Герсьйо і Родольфо Гарсія об'єдналися у Aquelarre, Спінетта поїхав до Франції.

### Pescado Rabioso
Після повернення на батьківщину Спінетта записав сольний альбом Spinettalandia y sus amigos (1971), після чого створив блюз-роковий гурт Pescado Rabioso, до якого також увійшли бас-гітарист Освальдо Фрассіно, пізніше заміщений Давидом Лебоном, ударник Блек Амая і клавішник Карлос Кутая.
1972 року гурт випустив перший альбом Desatormentándonos і в листопаді того ж року розпочав запис подвійного диску Pescado 2, який надійшов у продаж у січні 1973 року. Після цього гурт розпався, але Спінетта разом з братом і друзями записав під іменем гурту ще один альбом — Artaud (1973), куди увійшли пісні, написані для Pescado Rabioso. Диск було названо на честь Антонена Арто, який був кумиром Спінетти.

### Invisible
Наприкінці 1973 року Спінетта разом з басистом Карлосом Альберто «Мачі» Руфіно й ударником Ектором «Помо» Лоренсо заснували новий гурт Invisible. Гурт випустив три альбоми: Invisible (1974),  Durazno sangrando (1975) і El jardín de los presentes (1976), але так і не здобув широкої популярності.
У грудні 1976 року було проведено два прощальні концерти на стадіоні Луна-Парк, після чого гурт припинив своє існування.

### Banda Spinetta, Almendra і Spinetta Jade

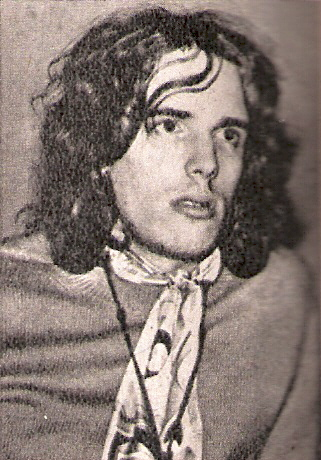
Спінетта у 1977 році

1977 року Спінетта, об'єднавшись з кількома музикантами у колектив Banda Spinetta, записав новий диск A 18' del sol у стилі джаз-ф'южн.
За допомогою тенісиста Гільєрмо Віласа 1979 року Луїс Альберто Спінетта поїхав до США, де разом з американськими музикантами записав свій єдиний англомовний альбом Only Love can sustain. Диск мав комерційний характер і не відображав справжній стиль Спінетти за його словами.
Того ж року відбулося возз'єднання гурту Almendra, який записав новий студійний диск El Valle Interior (1980) і випустив подвійний концертний альбом Almendra en Obras (1980).
Паралельно з виступами у складі Almendra, 1980 року Спінетта разом з клавішниками Дієго Рапопортом і Хуаном дель Барріо, басистом Бето Сатраньї й ударником Ектором «Помо» Лоренсо створює новий гурт Spinetta Jade. Дебют гурту відбувся 3 травня 1980 року на стадіоні Обрас Санітарьяс. У вересні Spinetta Jade дали спільний концерт з гуртом Чарлі Гарсії Serú Girán, який журналісти назвали подією року. Spinetta Jade записав чотири студійні альбоми: Alma de diamante (1980), Los niños que escriben en el cielo (1981), Bajo Belgrano (1983) і Madre en años luz (1984), поступово змінивши стиль від джазу до синті-попу. 1985 року гурт розпався.
Одночасно з виступами у музичних колективах Спінетта випустив два сольні альбоми: Kamikaze (1982) і Mondo di cromo (1983).

### Сольні виступи у 1980-тих
1986 року вийшов сольний альбом Спінетти Privé, куди увійшли також пісні, записані разом з Чарлі Гарсією і Леоном Гьєко. Того ж року надійшов у продаж спільний диск Луїса Альберто Спінетти і Фіто Паеса La la la, який був добре сприйнятий публікою і критиками.
1988 року музикант записав новий альбом Téster de violencia, який було визнано найкращим концептуальним альбомом свого часу і найкращим альбомом року за версією газети Clarín. 1989 року Спінетта випустив диск Don Lucero, який також було названо найкращим за рік.
1990 року вийшов перший концертний альбом співака Exactas, записаний в Університеті Буенос-Айреса за участю відомих аргентинських музикантів. Після періоду без публічних виступів Спінетта взяв участь у фестивалі Mi Buenos Aires Rock, організованому владою Буенос-Айреса у грудні 1990 року. Фестиваль відвідали 150 000 осіб.
1991 року Pelusón of milk Спінетти знову було названо найкращим альбомом року в Аргентині.

### Spinetta y los Socios del Desierto
1994 року Спінетта записав саундтрек до фільму «Сіре полум'я», після чого присвятив себе новому проекту Spinetta y los Socios del Desierto, до якого також долучилися Даніель Вірц (ударні) і Марсело Торрес (бас). Гурт провів концертний тур Аргентиною, який завершився концертом в Оперному театрі, який згодом було визнано найкращим шоу року.
У березні 1996 року Спінетта дав безкоштовний концерт у лісі Палермо.
Через кілька років суперечок з компаніями звукозапису 1997 року був виданий подвійний альбом Spinetta y los Socios del Desierto, куди увійшли пісні, які раніше виконувалися на живо. Диск швидко злетів на вершину аргентинських чартів. Того ж року Спінетта взяв участь у програмі MTV Unplugged.
Разом з цим гуртом Спінетта записав також концертний альбом San Cristoforo (1998) і студійний Los ojos (1999).

### Сольні виступи у 2000-х
У 2000-х роках Луїс Альберто Спінетта повернувся до сольних виступів. 2001 року вийшов його альбом Silver Sorgo, а 2003 — Para los árboles. 2006 року музикант повернувся до звучання Spinetta Jade на новому диску Pan. 2008 року Спінетта записав Un mañana, який було визнано найкращим альбомом року.
23 жовтня 2009 року співак взяв участь у концерті Чарлі Гарсії у рамках їх спільного проекту Spinetta/García.
4 грудня 2009 року музикант дав великий концерт на стадіоні Велес Сарсфілд у Буенос-Айресі, який продовжувався п'ять з половиною годин. Спінетта зіграв з усіма колективами і виконавцями, з якими він співпрацював впродовж своєї сорокарічної кар'єри, а також із Хуанесом і Густаво Сераті. 4 грудні 2010 року цей історичний концерт вийшов на DVD.
Останній концертний виступ Спінетти відбувся у лютому 2011 року на фестивалі Cosquín Rock. 8 лютого 2012 року він помер від раку легенів, який був виявлений у нього у липні 2010 року, у себе вдома у Буенос-Айресі. Після смерті тіло музиканта згідно з його волею було кремовано, а прах розвіяно над берегами Ріо-де-ла-Плати у місцевості, де він народився.
Після його смерті було видано два альбоми студійних записів та два концертні, а також два триб'ют-альбоми з піснями Спінетти, виконаними різними артистами у різних жанрах.

## Вшанування пам'яті
Аргентинський уряд встановив день народження Луїса Альберто Спінетти 23 січня національним днем музиканта.
Після смерті Спінетти почався рух переоцінки його доробку, зокрема за сприяння уряду, за допомогою численних виставок, присвят та різноманітних аудіовізуальних і музичних творів.
2012 року було організовано виставку графічних робіт Спінетти, які раніше не експонувалися, під назвою «Los libros de la buena memoria». 2014 року в найбільшому у Латинській Америці Культурному центрі імені Н. Кіршнера було презентовано виставу «Spinetta, tu vuelo al fin», присвячену музиканту, а 2015 року у Технополісі — ще одну під назвою «Spinetta y el lenguaje del cielo».
2015 року Спінетті було присуджено премію Конекс за заслуги впродовж кар'єри. Цього ж року було видано біографічну книгу про Спінетту Мігеля Грінберга «Una vida hermosa».
2019 року канал National Geographic випустив біографічний фільм про Спінетту.
2019 року на честь музиканта було названо два види Sarcofahrtiopsis spinetta і Aluis spinetta.
23 січня 2020 року Google присвятив дудл 70-річчю з дня народження Спінетти.
На честь Спінетти названі вулиці в містах Ігуасу, Вілья-Марія, Барілоче, Єрба-Буена, Комодоро-Рівадавія, Калета-Олівія, Санта-Роса-де-Каламучіта, Танділь, Неукен, Плотт'єр, Сан-Ісідро, Лапріда, Лас-Ерас, віадук у Буенос-Айресі, площі у Буенос-Айресі, Піларі, школи в Авельянеді, Буенос-Айресі. 2022 року було запропоновано перейменувати на честь Спінетти вулицю у столичному районі Влья-Уркіса, де він прожив останні роки.

## Дискографія
| Альбом                                             | Гурт                               | Рік  | Запис                                              |
| -------------------------------------------------- | ---------------------------------- | ---- | -------------------------------------------------- |
| Almendra I                                         | Almendra                           | 1969 | студійний                                          |
| Almendra II                                        | Almendra                           | 1970 | студійний                                          |
| Spinettalandia y sus amigos                        | сольно                             | 1971 | студійний                                          |
| Desatormentándonos                                 | Pescado Rabioso                    | 1972 | студійний                                          |
| Pescado 2                                          | Pescado Rabioso                    | 1973 | студійний                                          |
| Artaud                                             | сольно                             | 1973 | студійний                                          |
| Invisible                                          | Invisible                          | 1974 | студійний                                          |
| Durazno sangrando                                  | Invisible                          | 1975 | студійний                                          |
| El jardín de los presentes                         | Invisible                          | 1976 | студійний                                          |
| A 18' del sol                                      | сольно                             | 1977 | студійний                                          |
| Only love can sustain                              | сольно                             | 1980 | студійний                                          |
| Alma de diamante                                   | Spinetta Jade                      | 1980 | студійний                                          |
| El valle interior                                  | Almendra                           | 1980 | студійний                                          |
| Almendra en Obras I                                | Almendra                           | 1980 | концертний                                         |
| Almendra en Obras II                               | Almendra                           | 1980 | концертний                                         |
| Los niños que escriben en el cielo                 | Spinetta Jade                      | 1981 | студійний                                          |
| Kamikaze                                           | сольно                             | 1982 | студійний                                          |
| Mondo di cromo                                     | сольно                             | 1983 | студійний                                          |
| Bajo Belgrano                                      | Spinetta Jade                      | 1983 | студійний                                          |
| Madre en años luz                                  | Spinetta Jade                      | 1984 | студійний                                          |
| Privé                                              | сольно                             | 1986 | студійний                                          |
| La la la                                           | Спінетта / Паес                    | 1986 | студійний                                          |
| Téster de violencia                                | сольно                             | 1988 | студійний                                          |
| Don Lucero                                         | сольно                             | 1989 | студійний                                          |
| Exactas                                            | сольно                             | 1990 | концертний                                         |
| Piel de Piel                                       | сольно                             | 1990 | збірка                                             |
| Pelusón of milk                                    | сольно                             | 1991 | студійний                                          |
| Fuego gris                                         | сольно                             | 1993 | саундтрек                                          |
| Estrelicia MTV Unplugged                           | Spinetta y los Socios del Desierto | 1997 | концертний                                         |
| Spinetta y los Socios del Desierto                 | Spinetta y los Socios del Desierto | 1997 | студійний                                          |
| San Cristóforo                                     | Spinetta y los Socios del Desierto | 1998 | концертний                                         |
| Los ojos                                           | Spinetta y los Socios del Desierto | 1999 | студійний                                          |
| Elija y Gane                                       | сольно                             | 1999 | збірка                                             |
| Silver Sorgo                                       | сольно                             | 2001 | студійний                                          |
| Argentina Sorgo Films Presenta: Spinetta Obras     | сольно                             | 2002 | концертний                                         |
| Para los árboles                                   | сольно                             | 2003 | студійний                                          |
| Camalotus                                          | сольно                             | 2004 | студійний                                          |
| Pan                                                | сольно                             | 2006 | студійний                                          |
| Un mañana                                          | сольно                             | 2008 | студійний                                          |
| Spinetta y las Bandas Eternas                      | сольно                             | 2010 | концертний                                         |
| Los Amigo                                          | сольно                             | 2015 | студійний запис 2011 року, виданий посмертно       |
| Ya no mires atrás                                  | сольно                             | 2020 | студійний запис 2008—2009 років, виданий посмертно |
| Presentación ARTAUD — 1973 — Teatro Astral         | сольно                             | 2020 | концертний, виданий посмертно                      |
| Presentación ARTAUD, Vol. 2 — 1973 — Teatro Astral | сольно                             | 2021 | концертний, виданий посмертно                      |